# 梅克芳
梅克芳，贵州安順人，清朝官員，同進士出身。
嘉慶二十四年（1819年）清仁宗六旬己卯恩科進士，三甲八十五名，官中書舍人，改貴陽府教授。